# キャンベル郡 (サウスダコタ州)
キャンベル郡（英: Campbell County）は、アメリカ合衆国サウスダコタ州の北部に位置する郡である。2010年国勢調査での人口は1,466人であり、2000年の1,782人から17.7％減少した。郡庁所在地はマウンドシティ（人口71人）であり、同郡で人口最大の町はヘリード（人口438人である。郡名は1873年にダコタ準州議会議員を務め、チャールズ・T・キャンベル将軍の息子だったノーマン・B・キャンベルに因んで名付けられた。

## 地理
アメリカ合衆国国勢調査局に拠れば、郡域全面積は771平方マイル (1,996.9 km2)であり、このうち陸地は736平方マイル (1,906.2 km2)、水域は36平方マイル (93.2 km2)で水域率は4.61％である。

### 主要高規格道路
- アメリカ国道83号線
- サウスダコタ州道10号線
- サウスダコタ州道271号線
- サウスダコタ州道1804号線

### 隣接する郡
- エモンズ郡 (ノースダコタ州) - 北
- マッキントッシュ郡 (ノースダコタ州) - 北東
- マクファーソン郡 - 東
- ウォルワース郡 - 南
- コーソン郡 - 西

## 人口動態
以下は2000年の国勢調査による人口統計データである。
| 基礎データ - 人口: 1,782人 - 世帯数: 725 世帯 - 家族数: 508 家族 - 人口密度: 1人/km2（2人/mi2） - 住居数: 962軒 - 住居密度: 0軒/km2（1軒/mi2） 人種別人口構成 - 白人: 99.33% - ネイティブ・アメリカン: 0.34% - アジア人: 0.06% - 混血: 0.28% - ヒスパニック・ラテン系: 0.22% 先祖による構成 - ドイツ系：63.1％ - ノルウェー系：17.2％ - オランダ系：6.4％ 年齢別人口構成 - 18歳未満: 26.4% - 18-24歳: 3.5% - 25-44歳: 24.5% - 45-64歳: 23.5% - 65歳以上: 22.1% - 年齢の中央値:42歳 - 性比（女性100人あたり男性の人口） - 総人口: 100.7 - 18歳以上: 98.3 | 世帯と家族（対世帯数） - 18歳未満の子供がいる: 30.3% - 結婚・同居している夫婦: 65.8% - 未婚・離婚・死別女性が世帯主: 2.6% - 非家族世帯: 29.9% - 単身世帯: 28.6% - 65歳以上の老人1人暮らし: 15.7% - 平均構成人数 - 世帯: 2.43人 - 家族: 3.02人 収入と家計 - 収入の中央値 - 世帯: 28,793米ドル - 家族: 35,938米ドル - 性別 - 男性: 22,128米ドル - 女性: 17,237米ドル - 人口1人あたり収入: 14,117米ドル - 貧困線以下 - 対人口: 14.1% - 対家族数: 11.2% - 18歳未満: 7.7% - 65歳以上: 22.3% |

## 都市と町
都市名の後の数字は2010年国勢調査での人口を示す。
| - 1. ヘリード 438 - 2. ポロック 241 - 3. マウンドシティ 71 - 郡庁所在地 - 4. アータス 9 |

### 郡区
キャンベル郡は下記2つの未編入領域に分けられている。
- ノースキャンベル
- サウスキャンベル